# Nu Drama
Ricard Soler i Roger, conegut pels seus àlies artístics Nu Drama i antigament també Drakir (Sant Joan de les Abadesses, 11 d'abril de 1994) és un traductor, poeta, raper, cantant, beatmaker i actor català. Amb prop d'una desena d'àlbums i prop d'una vuitantena de cançons publicades, ha esdevingut un dels principals pioners del rap en català i una figura que ha contribuït a la normalització dels nous gèneres urbans en llengua catalana.

## Trajectòria
Soler i Roger va néixer a Sant Joan de les Abadesses i va cursar estudis de Traducció i Interpretació. Va aprendre a fer la seva pròpia música de manera autodidacta desenvolupant un estil propi i personal des de 2009, de càracter minoritari i marcat en la protesta. Va publicar el seu primer treball, Trànsit, en forma d'EP l'any 2011 i poc temps després la maqueta Egotrap (2012).
A partir de 2016, el seu nom artístic passà a ser només Nu Drama, ja que fins llavors també s'anomenava Drakir. A data de 2015, també havia format part del col·lectiu Vademecum FAM, amb el banyolí Cristian Alcaraz (àlies Spektro) i el seu germà Dídac Soler (àlies DKtorce). Més endavant publicà dos EPs homònims, Nu Drama (2016) i Nu Drama (2017) i posteriorment molts altres senzills, discos i col·laboracions tals com Ànima de gos (senzill, 2019), Asfalt i Edificis (col·laboració, 2019), Ikigai (EP, 2020), Persona freda (senzill, 2021) o Fases Nulars (senzill, 2021). L'any 2018 el seu senzill Pirar-te formà part del disc Rap de la Terra vol. I (2018), el primer recopilatori del rap en català i amb les figures més destacades d'aquest gènere musical.
Ha actuat al festival Primavera als Barris, el cicle gratuït i de nous talents pertanyent al Primavera Sound, i també ha compartit escenaris o senzills amb grups catalans de gèneres similars com el de trap P.A.W.N. Gang.

## Crítica musical
La música de Soler i Roger, com a Nu Drama, destaca pel misticisme i l'afinitat entre rap i poesia, en la qual hi combina i contrasta líricament temàtiques sinuoses i fosques amb versos diàfans o de viatges astrals i de consciència. Les seves lletres són considerades com a transcendentals i profundes, que exploren l'essència de l'ésser humà per la influència personal i de joventut que va exercir l'entorn dels Prepirineus.